# سیللیم-دونگ
سیللیم-دونگ (به لاتین: Sillim-dong) یک منطقهٔ مسکونی در کره جنوبی است که در ناحیه گوانک واقع شده‌است.